# Grotte d'El Castillo

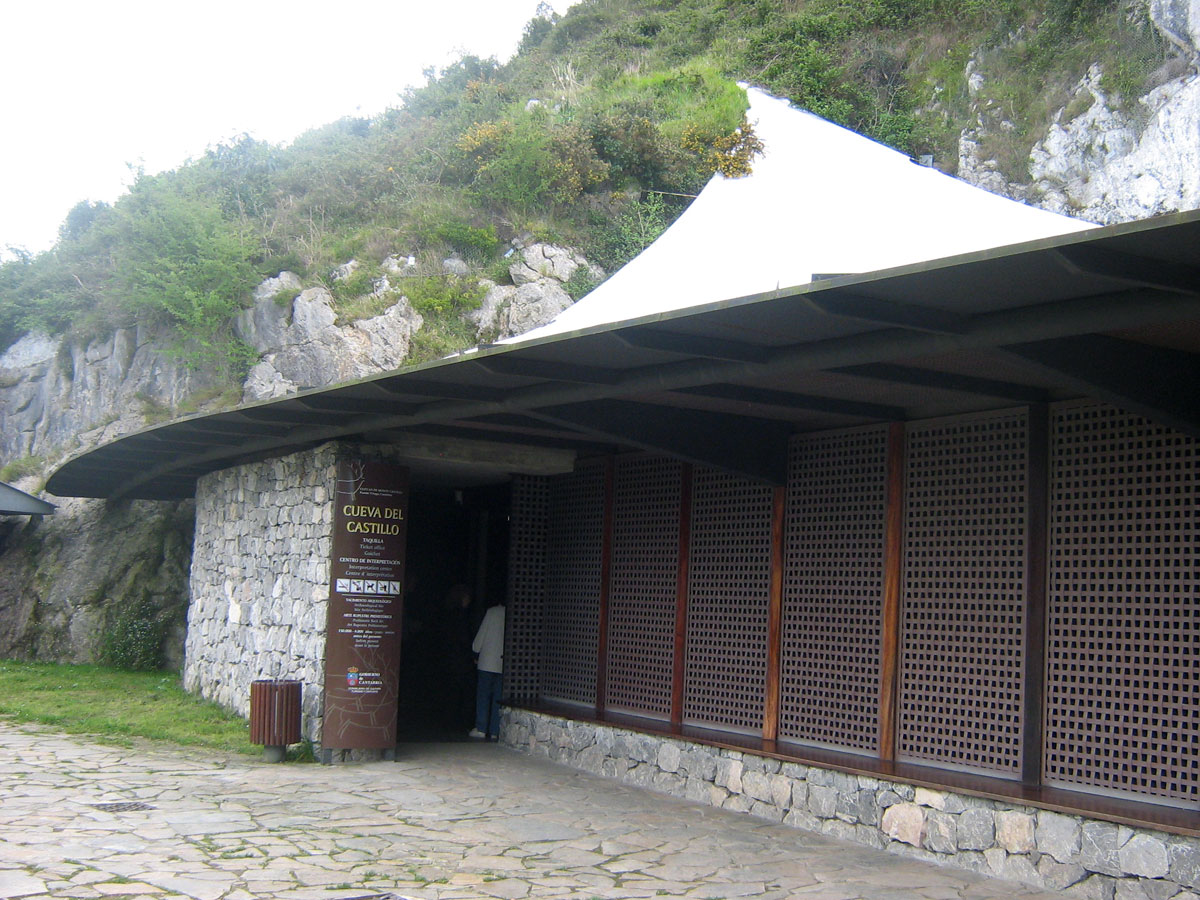
Entrée actuelle de la grotte d'El Castillo

La grotte d'El Castillo est un site archéologique et une grotte ornée située sur les pentes du mont Castillo, à Puente Viesgo, en Cantabrie, en Espagne. Elle est l'une des grottes du Monte Castillo, avec les grottes de Las Chimeneas, La Pasiega et Las Monedas. Elle a été inscrite au Patrimoine mondial de l'Unesco en 2008 au sein de l'ensemble dénommé Grotte d'Altamira et art rupestre paléolithique du nord de l'Espagne.

## Situation
La grotte d'El Castillo est située sur le versant nord-est de la montagne du même nom, dans la commune de Puente Viesgo, près de Santander, en Cantabrie. Elle figure sur la carte au 1:50 000 de l’Institut géographique et cadastral, feuillet no 58 (Corrales de Buelna).

## Description
Son développement connu est de 759 m. L’entrée de la grotte se trouve à 195 m d’altitude. Le réseau comprend une série de salles et de couloirs de dimensions et de volume très variables, formant autant d’espaces relativement distincts.

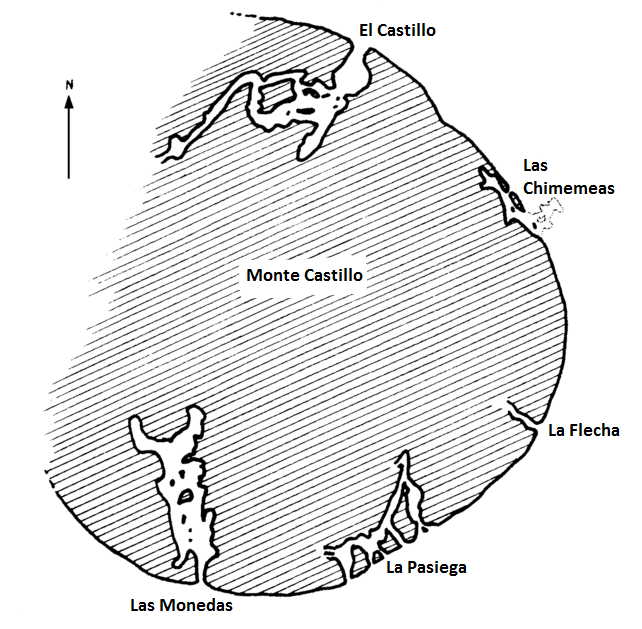
Plan de la grotte d'El Castillo (au nord) et des grottes voisines

## Historique
La grotte a été découverte en 1903 par Hermilio Alcalde del Río (es) qui, le premier, en recensa les motifs. Les figures pariétales furent ensuite étudiées et relevées par Hermilio Alcalde del Río, Henri Breuil et Lorenzo Sierra (1911), qui y dénombrèrent environ 220 motifs peints et gravés. Outre les relevés qu’il y fit, Breuil mit au point dans cette grotte ornée sa célèbre méthode de « stratigraphie pariétale », qui lui permit de préciser les étapes de l’évolution de l’art du Paléolithique supérieur.
La grotte fut fouillée de 1910 à 1914 par Hugo Obermaier, P. Wernert, Henri Breuil et Jean Bouyssonie. Les fouilles furent reprises en 1980 sous la direction de Vicky Cabrera Valdés, et depuis 2020 par José Manuel Maíllo.

## Datation
Des datations au carbone 14, effectuées dans les années 1990 sur des figures dessinées au charbon de bois, ont livré des résultats qui s'échelonnent de 23 742 à 12 720 ans calAP. En 2012, des datations par l'uranium/thorium de disques de la cavité ont proposé des dates plus anciennes, remontant à environ 40 000 ans (Aurignacien), mais ces résultats sont encore sujets à débats. L'ensemble des données permet aujourd'hui de considérer que la grotte a été ornée au moins à partir du Gravettien (peut-être dès l'Aurignacien) jusqu'au Magdalénien final et, au-delà, au cours de l'Âge du bronze (figures humaines schématiques).

## Gisement archéologique
Le gisement archéologique de la cavité a livré une séquence stratigraphique d'une vingtaine de mètres d'épaisseur, avec des indices d'occupation s'étendant sur près de 120 000 ans. Plus d’un siècle après les premières fouilles de ce gisement majeur, il est désormais acquis que la séquence comportait quelque 26 niveaux, avec les premières occupations au Moustérien – avec des datations Uranium/Thorium et résonance paramagnétique électronique (ESR) à 89.000 ± 1.100 et 70.400 ± 9.600 ans AP, – et les dernières à l’Azilien, au Néolithique et à l’Âge du bronze. Entre ces deux extrêmes, la séquence est riche d’un Paléolithique supérieur qui débute à l'Aurignacien et se termine au Magdalénien récent.

## Art pariétal
L'étude exhaustive de l'art pariétal et des traces anthropiques de la cavité a été réalisée par Marc Groenen et Marie-Christine Groenen de 2003 à 2023. Les auteurs ont recensé 2 563 motifs peints, dessinés, gravés et sculptés, ainsi que 118 témoins archéologiques (objets fichés, dépôts...) et 17 témoins sonores (lithophones ou séries de lithophones). Les entités graphiques comprennent 541 motifs figuratifs, parmi lesquels 475 animaux, 3 animaux composites, 21 humains, 1 humain composite et 1 créature imaginaire, ainsi que 40 projectiles en relation avec les animaux, 924 motifs non figuratifs, dont 834 tracés élémentaires et 90 tracés complexes, 84 mains négatives (dont 1 récente), et 884 marques (881 traces colorées et 3 traces d'impacts).

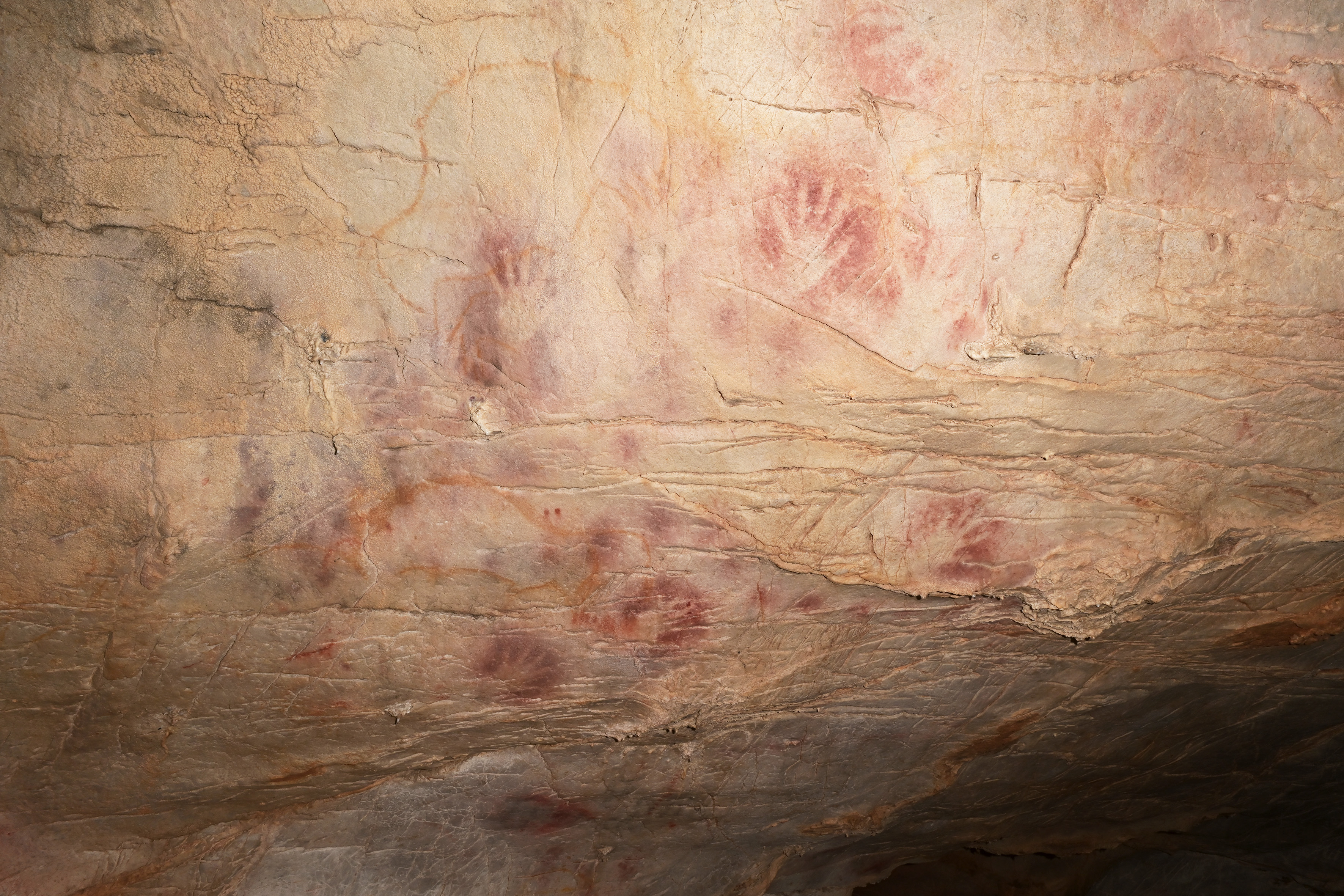
Grotte d'El Castillo, Plafond des Mains : mains négatives rouges et rouge-violet (photographie Marc & Marie-Christine Groenen).

### Dimorphisme sexuel: des mains de femmes?
Selon une étude effectuée en 2013 par Dean Snow, les mains négatives appartiendraient pour la plupart à des femmes. On sait que de nombreuses tentatives ont été faites pour déterminer le sexe d’un individu en s’appuyant sur l’indice de Manning. Selon cette étude, le ratio entre la longueur de l’index et celle de l’annulaire indiquerait une différence entre les deux sexes (environ 1 pour les femmes et 0,9 pour les hommes). Ce ratio, calculé sur des populations actuelles, a été appliqué aux mains négatives paléolithiques. Toutefois, la validité des méthodes de type anthropologique est aujourd'hui débattue par de nombreux chercheurs, ce qui impose d'aborder ce type d'approche avec prudence.

## Art mobilier
Parmi les objets d'art mobilier découverts, on recense 6 pièces en os provenant du plus ancien Aurignacien (niveau de transition de Vicky Cabrera) avec des tracés gravés qui pourraient avoir une valeur décorative. Les vestiges figuratifs majeurs comportent un percuteur en quartzite avec une probable figure de félin, un lot de 33 omoplates de cervidé gravées, un andouiller de cerf percé orné d’une représentation de cerf et une plaquette décorée d’une tête de cheval gravée.

## Protection
Le 25 juin 1985 est passée la loi 16/1985 sur le Patrimoine espagnol, déclarant comme Bien d'intérêt culturel (Bien de Interés Cultural) toutes les grottes contenant de l’art pariétal.
En 2008, dix-sept grottes ornées du nord de l'Espagne, dont la grotte d'El Castillo et les grottes voisines, ont été classées au Patrimoine mondial de l'Unesco par adjonction au site d'Altamira (grotte classée au patrimoine mondial depuis 1985), sous la dénomination de Grotte d'Altamira et art rupestre paléolithique du nord de l'Espagne,.
La zone tampon est de 69 ha. Aucune construction ne peut y être bâtie, aucune construction existante modifiée, aucun prélèvement d'eau effectué, sans l’autorisation du Conseil régional de la Culture.